# 平原高野
平原高野（たいら はらごや）は、福島県いわき市の大字である。郵便番号は970-0111。

## 地理
いわき市中央部の平地区に属し、地区内北東部に位置する。北で四倉町大森、四倉町細谷、東から南にかけて平下神谷、西で平泉崎とそれぞれ隣接する。概ね町村制施行以前の磐城郡原高野村の流れを汲む地域である。原高野川と支流の赤沼川に囲まれた平地を範囲とし、水田が広がり中央部を東西に横切る市道を中心に集落が広がる。内郷御厩町に所在するいわき中央警察署及び平字正内町に所在する平消防署がそれぞれ管轄にあたる。

### 主な字
字
- 民野町
- 高原

- 北原
- 中里

- 伊勢前
- 地神田

- 百目木

## 河川
- 原高野川
  - 赤沼川

## 歴史
- 1879年1月27日 - 幕府領原高野村が福島県内における郡区町村制の施行により磐城郡の村となる[4]。
- 1889年4月1日 - 町村制の施行により原高野村が泉崎村、下神谷村、絹谷村、馬目村、水品村、北神谷村と合併し、磐城郡草野村が発足する。旧原高野村域は草野村の大字となる[4]。
- 1896年4月1日 - 磐城郡と周辺郡との合併により石城郡が発足し、石城郡草野村となる[4]。
- 1954年10月1日 - 草野村が平市と合併し、平市の大字となる[4]。
- 1966年10月1日 - 平市が磐城市・常磐市・内郷市・勿来市、石城郡小川町・遠野町・四倉町・川前村・田人村・好間村・三和村、双葉郡久之浜町・大久村と合併しいわき市となり、いわき市平地区の大字となる[4]。

## 世帯数と人口
2023年10月31日現在の世帯数と人口は以下の通りである。
| 大字     | 世帯数 | 人口  |
| -------- | ------ | ----- |
| 平原高野 | 85世帯 | 239人 |

## 小・中学校の学区
市立小・中学校に通う場合、学区は以下の通りとなる。
| 番地 | 小学校               | 中学校               |
| ---- | -------------------- | -------------------- |
| 全域 | いわき市立草野小学校 | いわき市立草野中学校 |

## 交通

### 道路
- 国道6号
  - 原高野橋

### バス
新常磐交通路線バス
- （いわき駅方面） - 原高野 - （四倉方面）
  - いわき駅～四倉

## 施設
- 天照皇大神社